# Tramway de Poitiers
Le réseau  des Tramways de Poitiers est constitué par : 

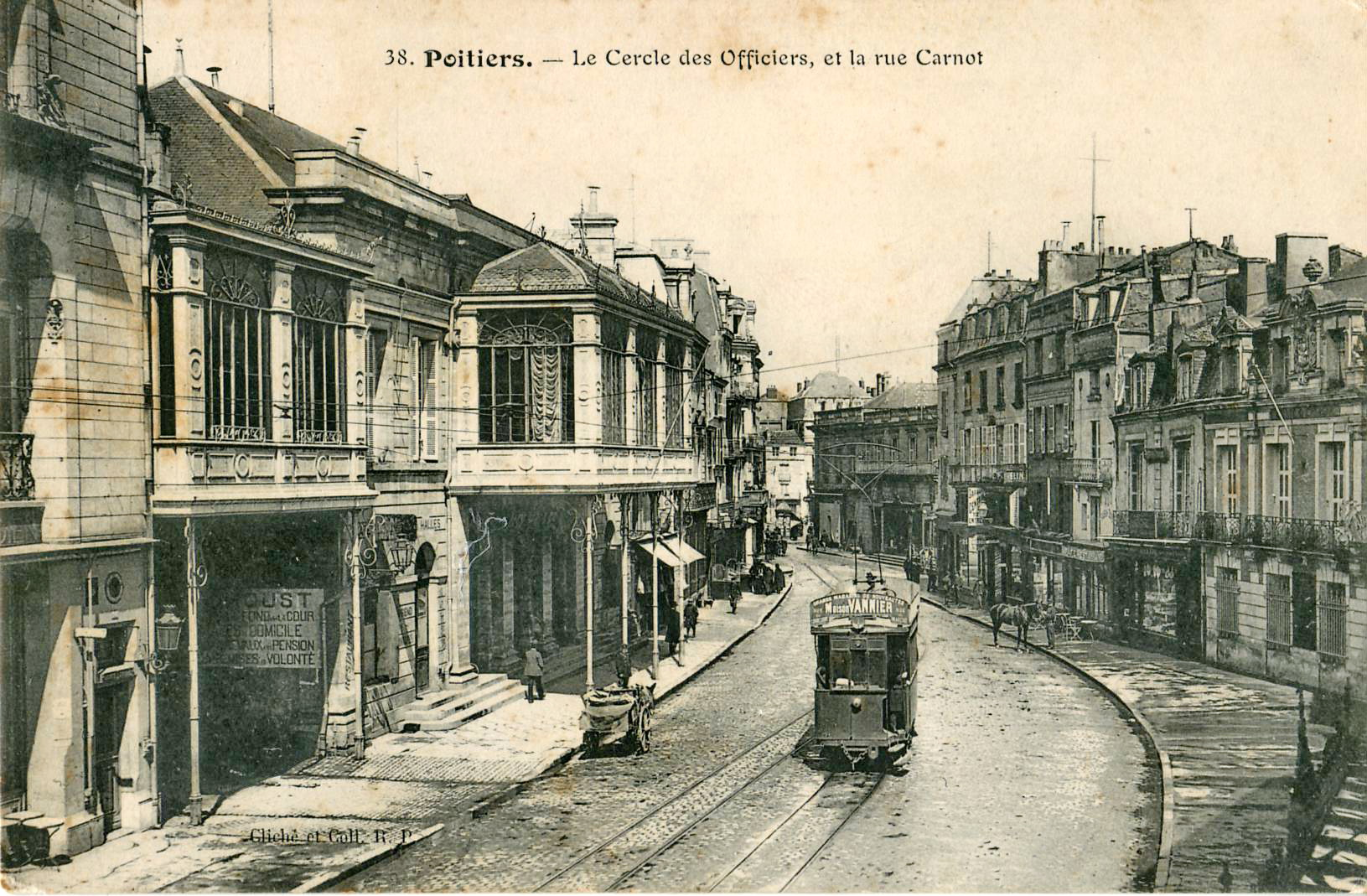
Tramway sur un évitement, rue Carnot

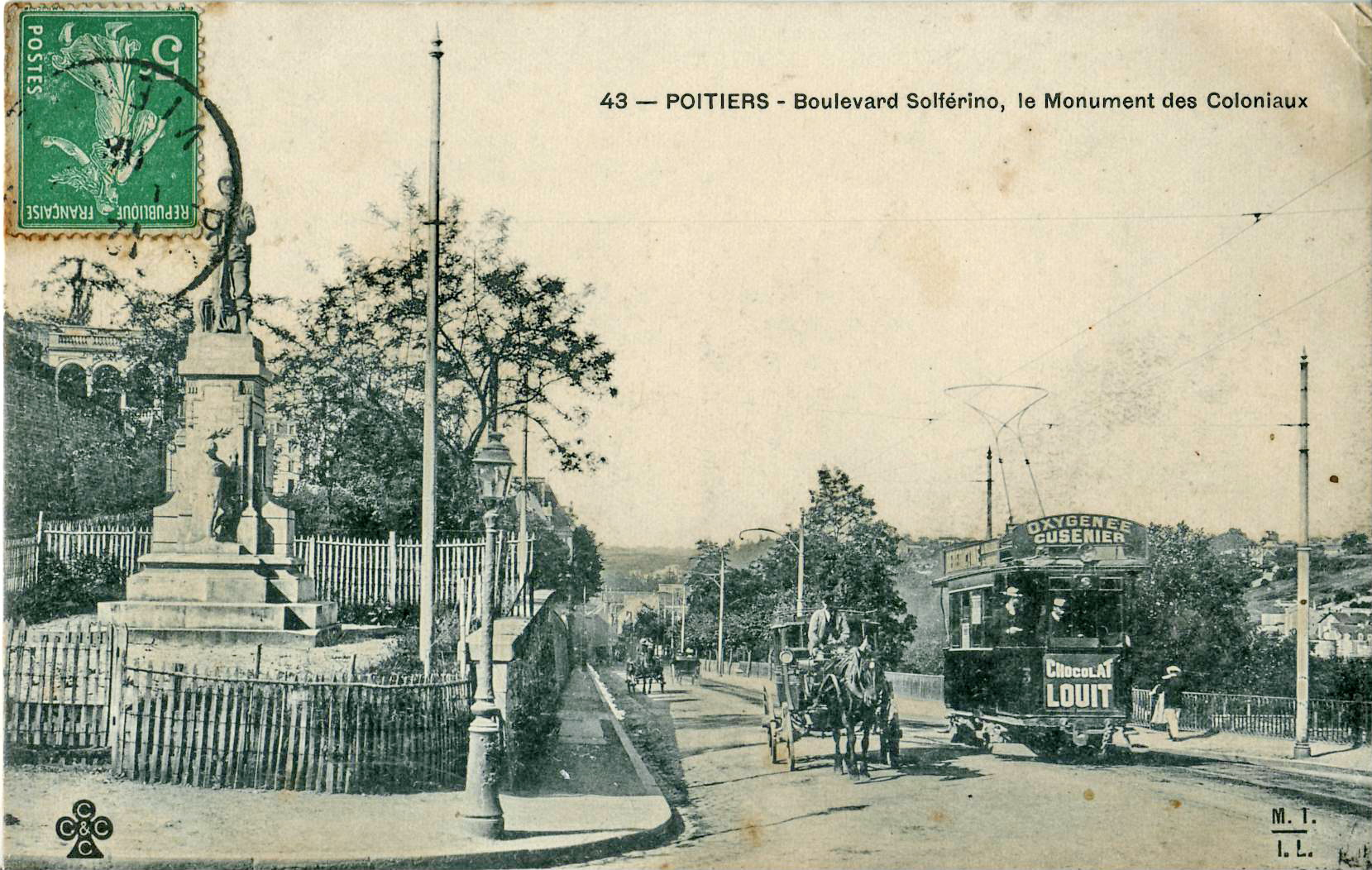
Tramway, boulevard Solférino

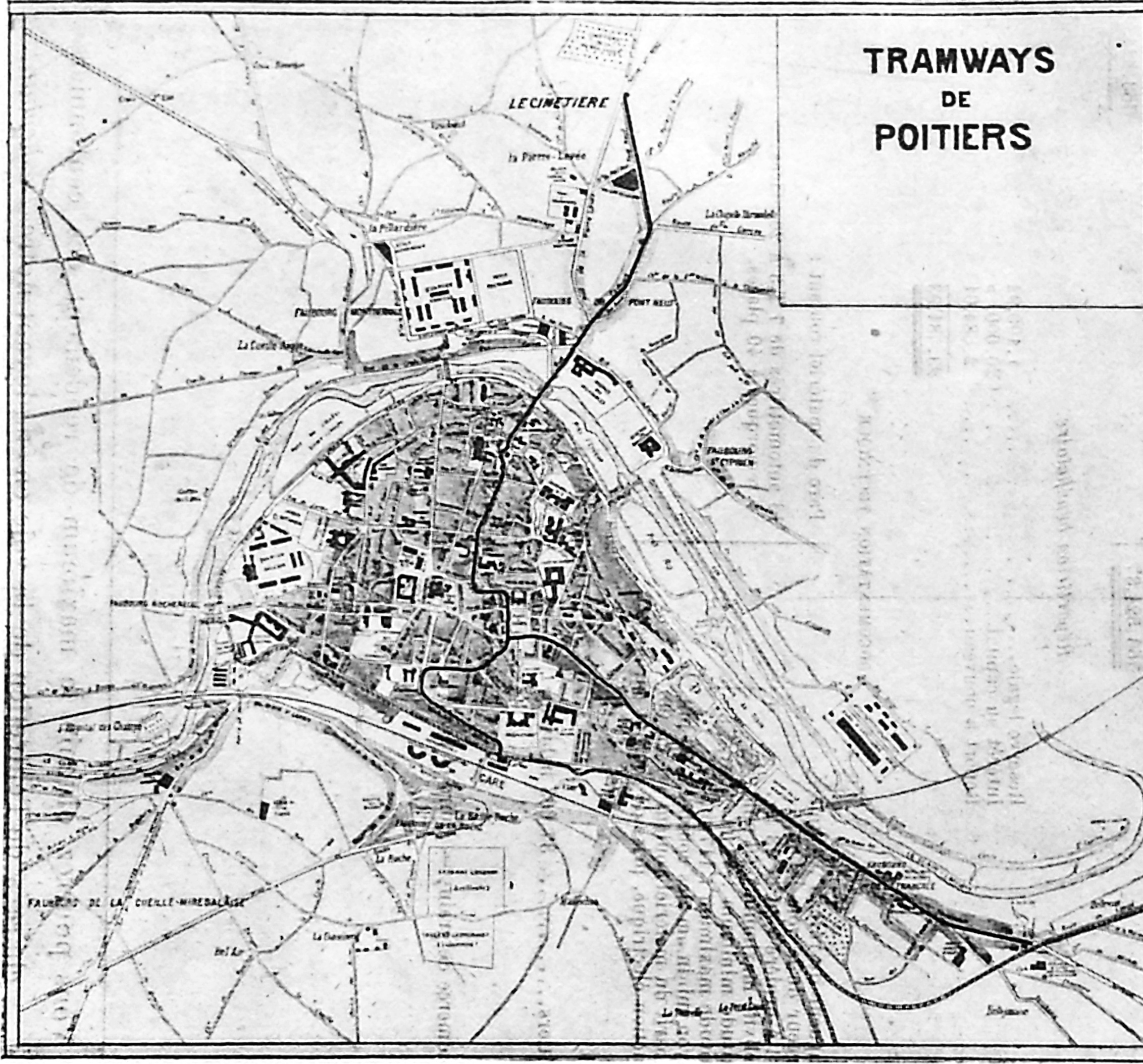
Plan du réseau municipal, vers 1928

- une ligne hippomobile, élément du réseau départemental de voies ferrées d'intérêt local, qui fonctionna de 1895 à 1914.
- et trois lignes concédées par la ville, construites à voie métrique, et utilisant la  traction électrique fonctionnant de 1899 à 1946.

Le réseau municipal est l'ancêtre de l'actuel réseau Vitalis organisée par le Grand Poitiers.

## Histoire

### La société anonyme des tramways de la Vienne
La société anonyme des tramways de la Vienne ouvre une ligne de tramway à vapeur entre Poitiers et Saint-Martin-l'Ars en 1895.
L'origine des lignes est située à proximité de la gare centrale du Pont Achard. Elle sera reliée par un tramway à la Porte de Paris et au Petit Blossac,  à proximité du Pont-Neuf, en longeant les remparts de la ville et suivant les bords du Clain.
Ce tramway est appelé tramway des Boulevards. Il comprend une voiture tractée par un cheval. La longueur de la ligne est de 3,4 km. En 1908, la traction animale est abandonnée et en septembre 1914, l'exploitation est arrêtée à cause du manque de personnel mobilisé sur le front.

### Les Voies ferrées économiques du Poitou
La Société des Voies ferrées économiques du Poitou (VFEP)  ouvre en décembre 1921 une ligne Poitiers à Lavausseau, longue de 23 km. Cette ligne est raccordée à la voie des tramways de la Vienne, pour rejoindre la gare de Poitiers.

### La Compagnie des tramways de Poitiers

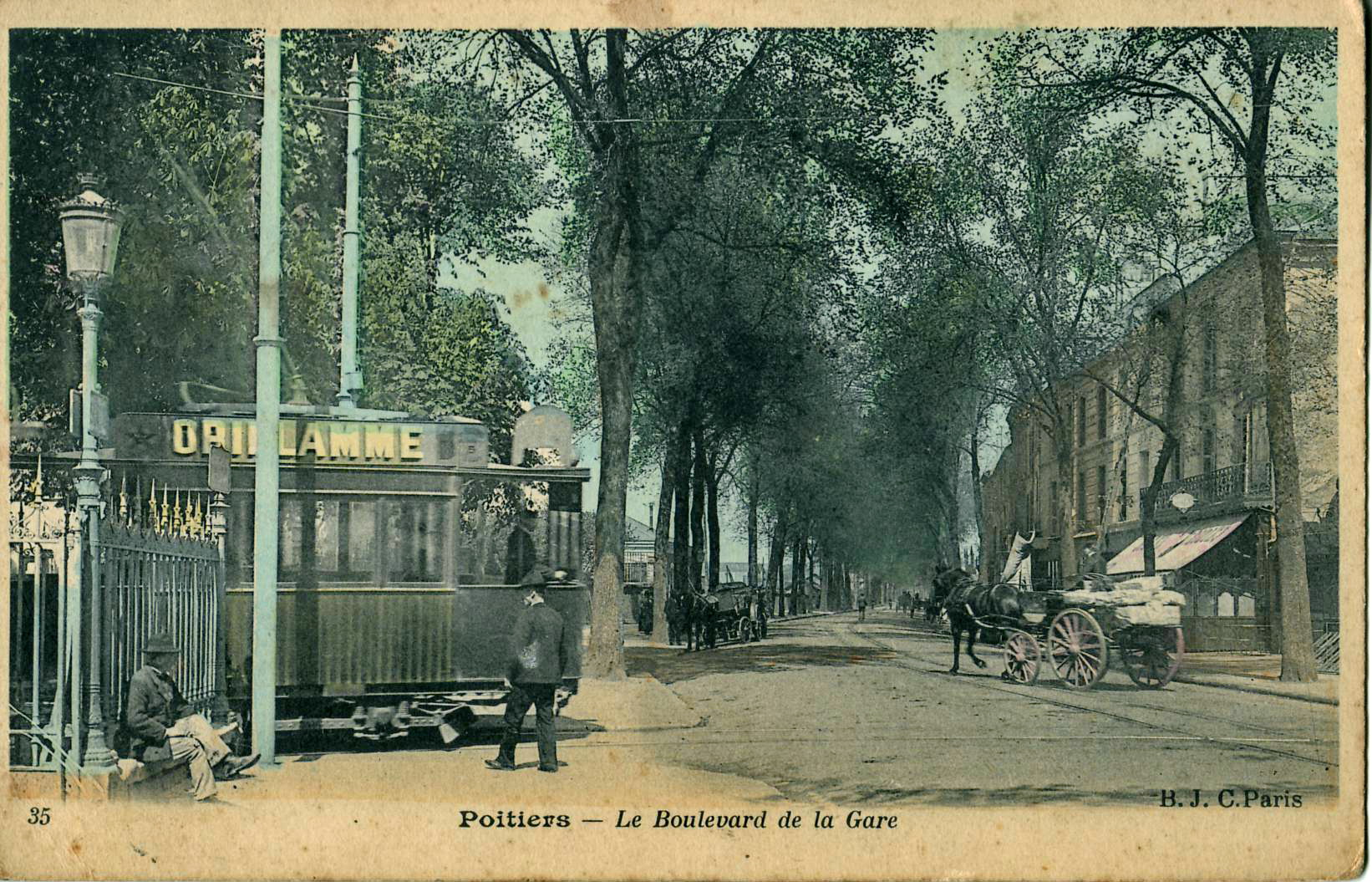
Tramway au départ de la Gare de Poitiers

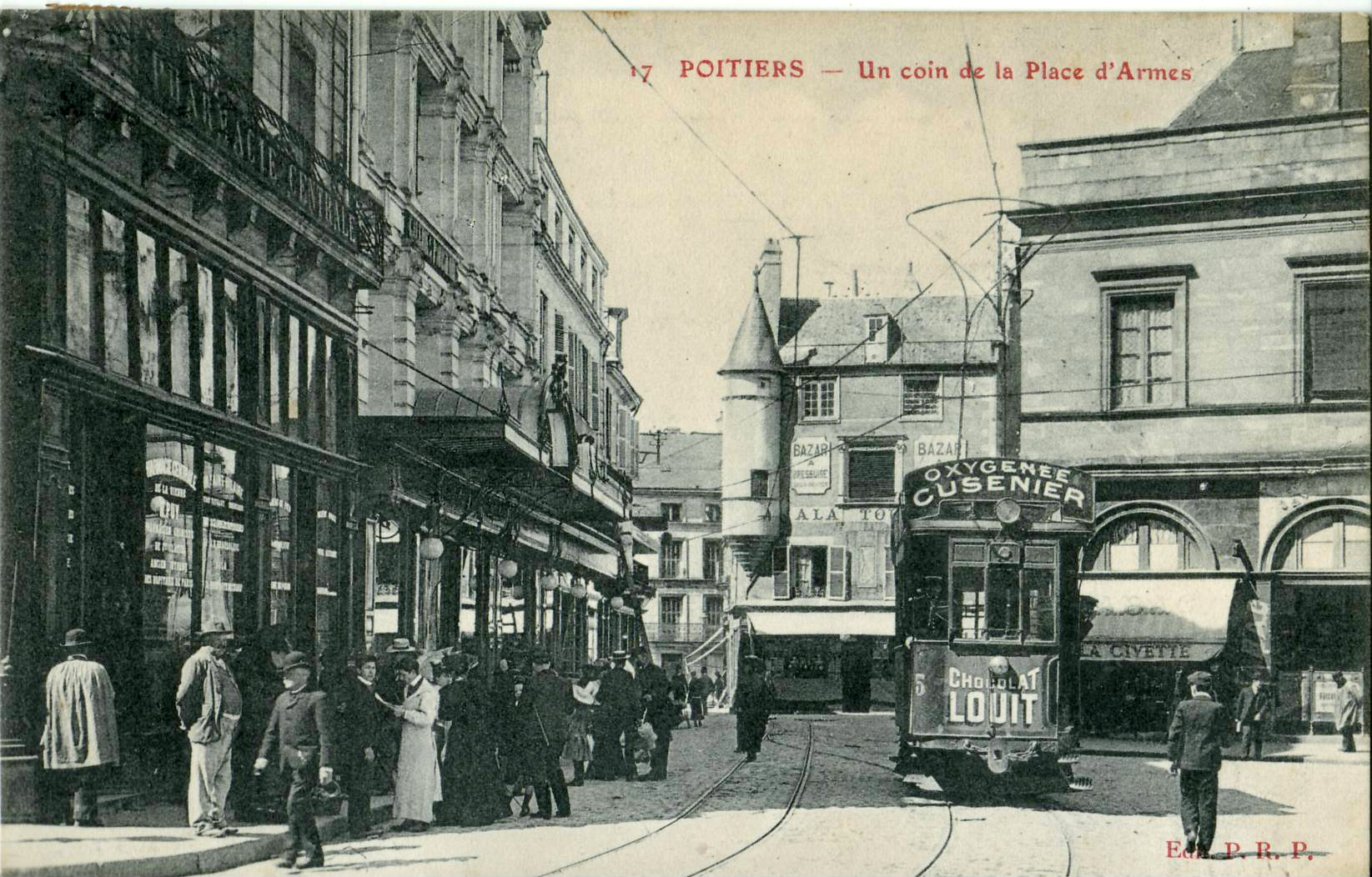
Tramway sur la Place d'Armes

La Compagnie des tramways de Poitiers est fondée le 5 décembre 1896, à Paris. Son siège se trouve 5 rue Beudant dans le 17e arrondissement. Elle dépend du groupe Omnium lyonnais de chemins de fer et tramways.
Elle construit un réseau de trois lignes à voie métrique  et traction électrique.
- Ligne A : Gare d'Orléans - Hôtel de ville, 1 km,
- Ligne B : Hôtel de ville - RN 10 (Trois Bourdons), 2,4 km
- Ligne C : Hôtel de ville - Pierre Levée, 2,5 km[4]

Les lignes A et B sont inaugurées le 24 septembre 1899. La ligne C est mise en service le  5 septembre 1903. Le centre du réseau est situé Place d'Armes, où se rejoignent toutes les lignes. Le ticket de la ligne A coutait 10 centimes, celui de la ligne B 15 centimes et pour la ligne C 15 centimes également.
La ligne A est supprimée en 1937 et remplacée par un autobus, puis exploitée en tramway à nouveau le 15 juin 1939, à cause du coût trop élevé de l'emploi d'autobus. Elle est convertie en 1942 à l'exploitation par trolleybus.
Les lignes B et C sont exploitées jusqu'au 25 janvier 1948, puis intégrées dans le réseau du trolleybus de Poitiers.

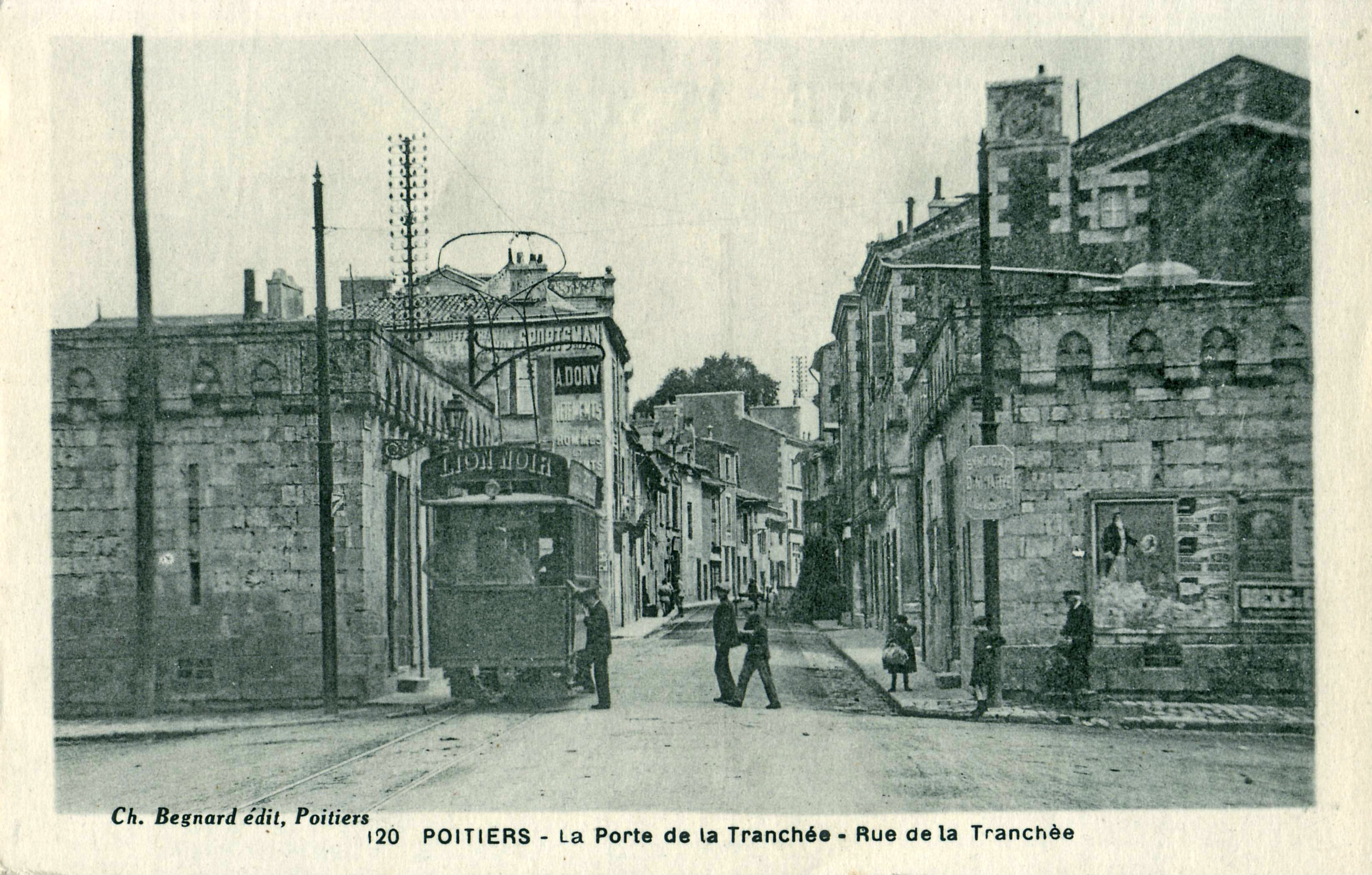
Tramway urbain, porte de la Tranchée...
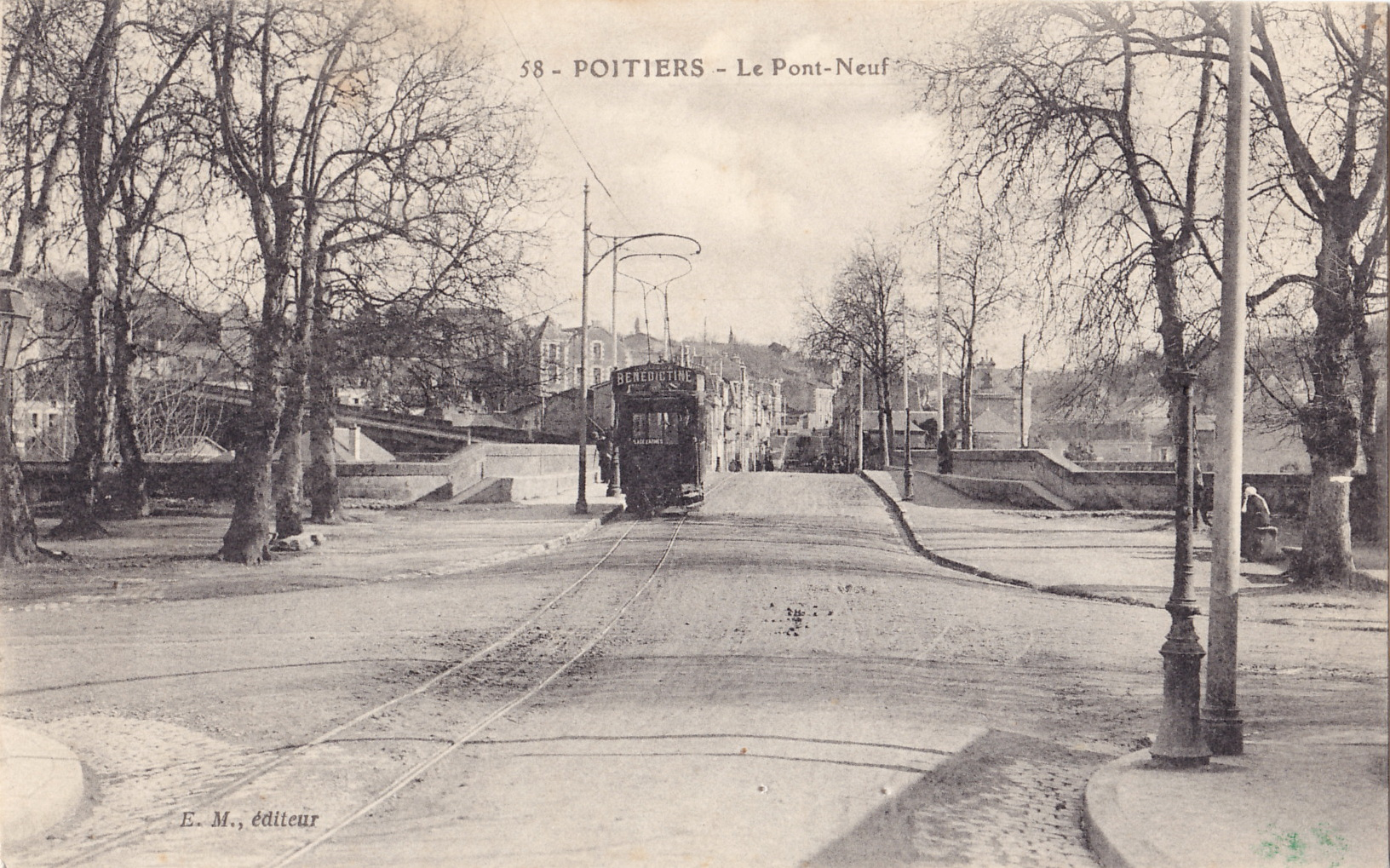
... Franchissant le Pont Neuf...
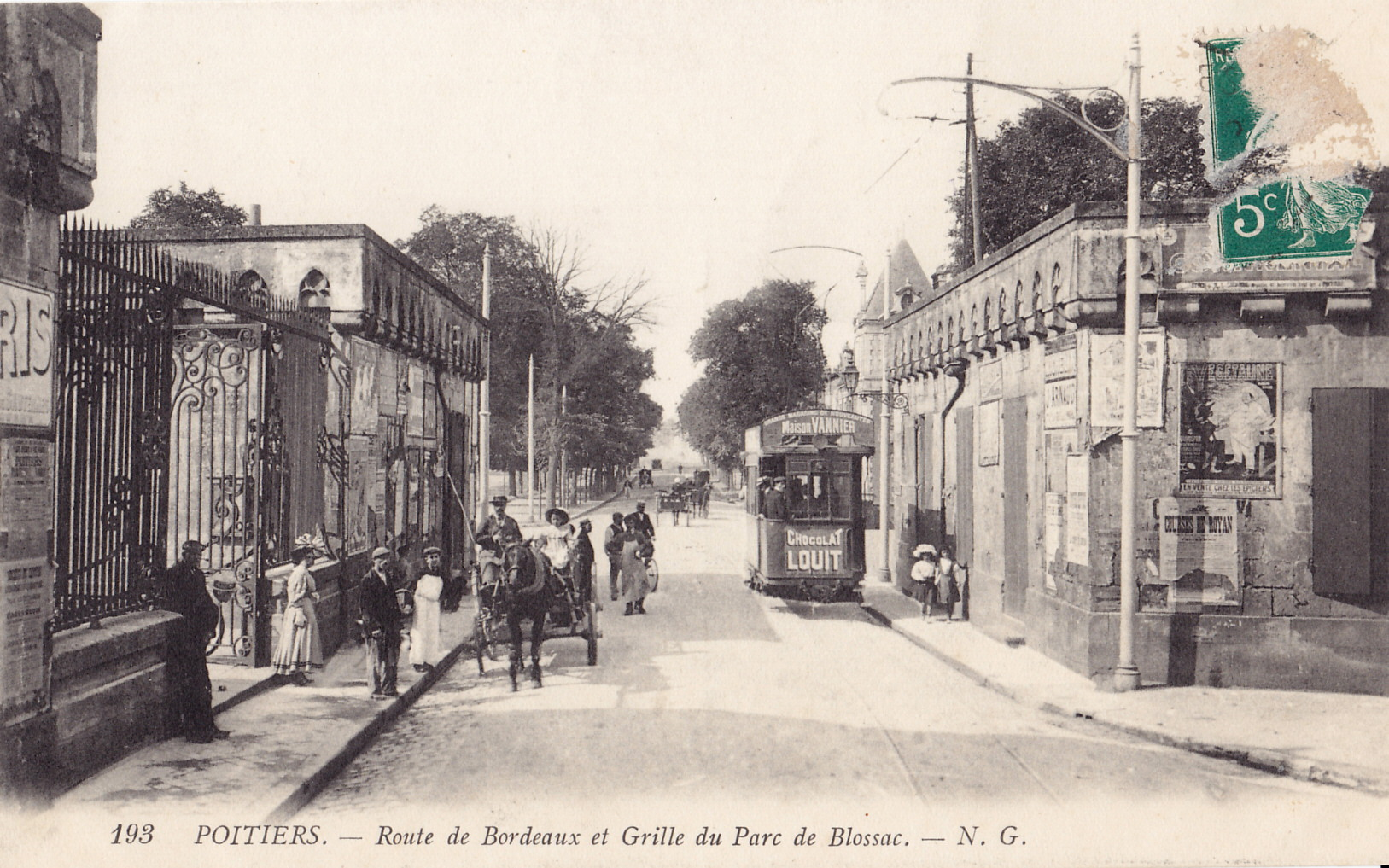
... À l'entrée du Parc de Blossac, route de  Bordeaux.

## Infrastructure

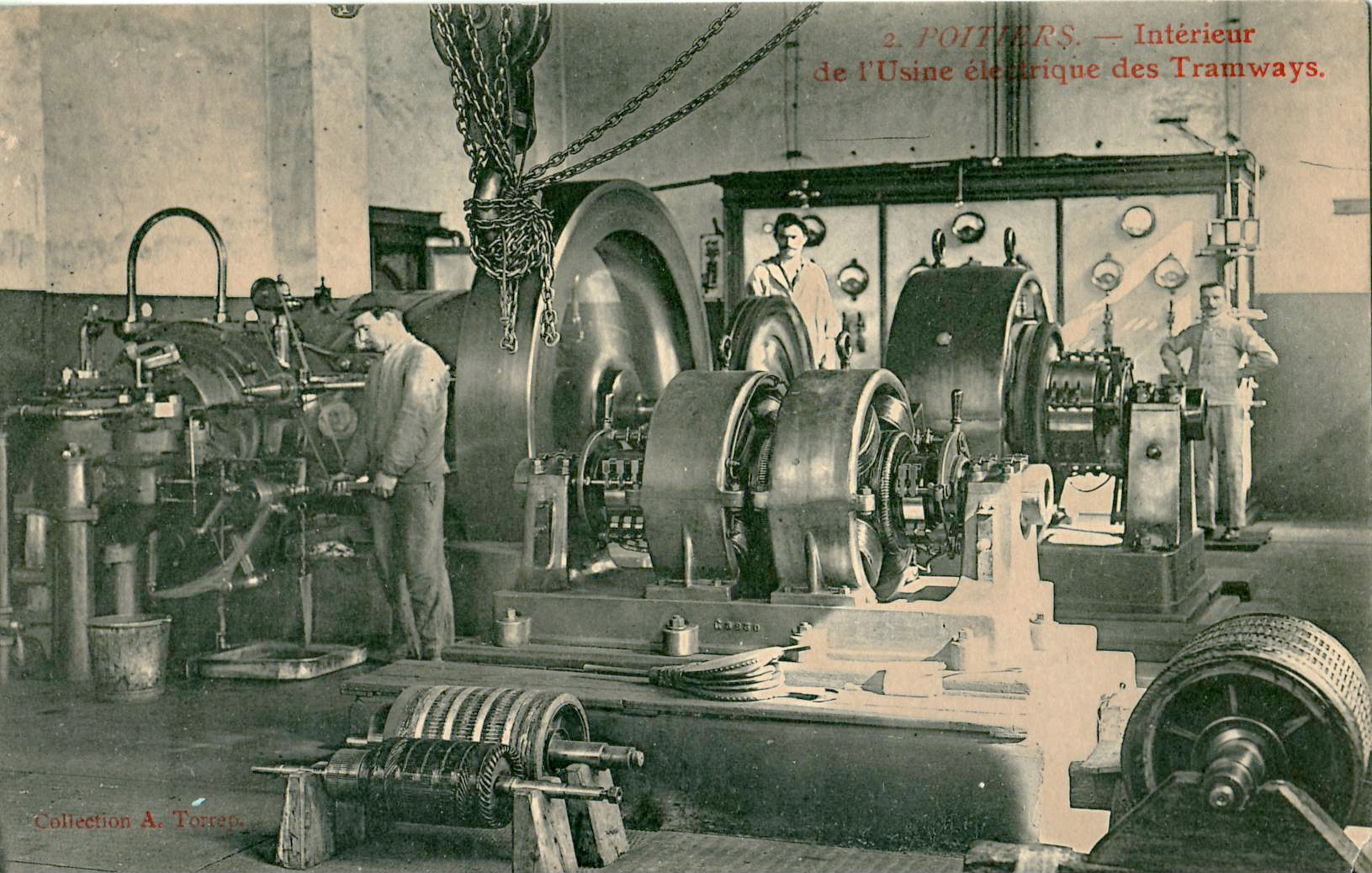
La salle des dynamos de la centrale électrique du tramway

Le dépôt du matériel et l'usine de production d'électricité se trouvent avenue de Bordeaux (av de la Libération) à l'angle de la rue de la Souche.

## Exploitation

### Matériel roulant
- Matériel d'origine
  - 10 motrices à 2 essieux, N° 1 à 10, livrées en 1899[5]
  - 4 remorques à 2 essieux, N° 1 à 4, type baladeuses ouvertes
- Matériel complémentaire
  - 3 motrices à 2 essieux, N° 11 à 13, livrées en 1903